# قلعه سگوبیا
قلعه سگوبیا (انگلیسی: Alcázar of Segovia) یک قلعه دوران قرون‌وسطی است که در شهر سگوبیا، کاستیل، اسپانیا، واقع شده‌است. این قلعه در فهرست میراث جهانی یونسکو قرار دارد. ساختمان قلعه بر روی یک صخره سنگی در نزدیکی محل تلاقی دو رودخانه و در مجاورت کوه‌های گواداراما واقع شده‌است و به‌دلیل شکل آن که شبیه سینهٔ کشتی است، یکی از زیباترین کاخ‌های اسپانیا محسوب می‌شود. این ساختمان در اصل به عنوان یک قلعه ساخته شده‌بود، اما از آن زمان تا کنون به عنوان کاخ سلطنتی، زندان ایالتی، کالج توپخانه سلطنتی و دانشکده نظامی مورد استفاده قرار گرفته شده‌است. امروزه از آن به عنوان موزه و نمایشگاه اسناد ارتش استفاده می‌شود.

## تاریخچه

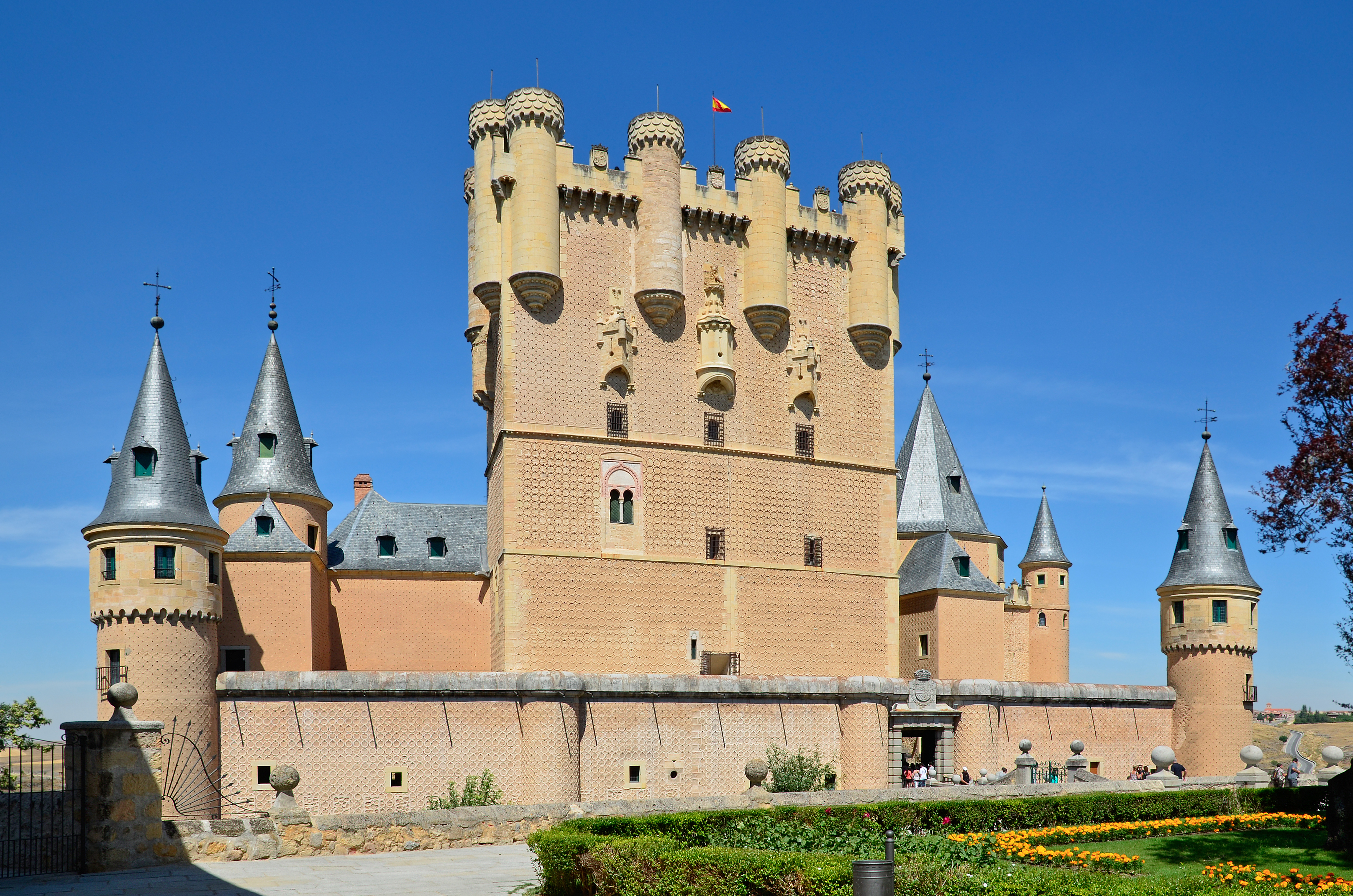
برج جان دوم کاستیل

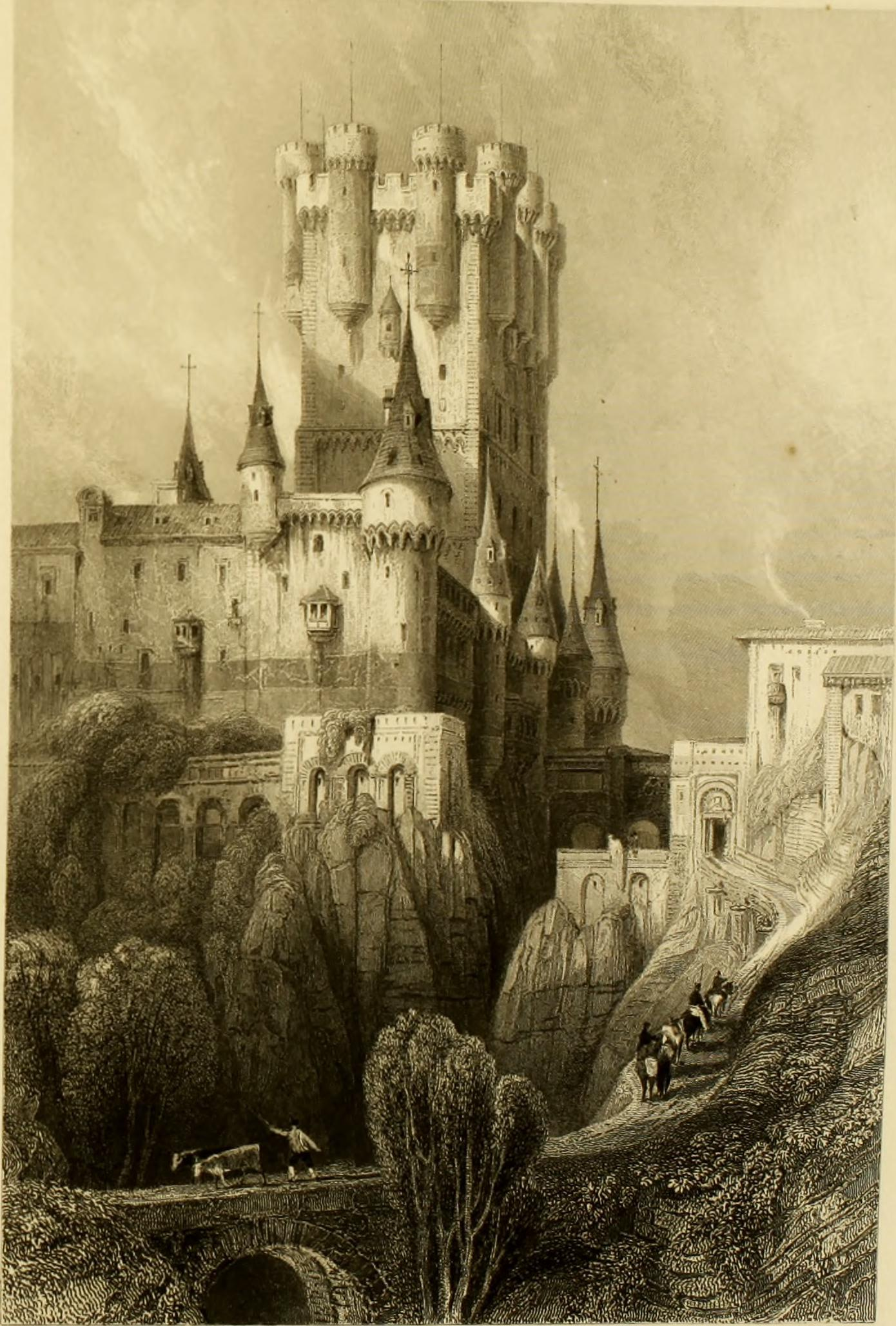
نقاشی قلعه سگوبیا در حدود سال ۱۸۳۸ توسط دیوید رابرتس

قلعه سگوبیا مانند بسیاری از استحکامات اسپانیا به‌عنوان یک قلعه رومی ساخته شد، اما بجز پایه‌ها بخش کمی از ساختار اصلی آن باقی مانده‌است. اولین منابع مربوط به این قلعه خاص سال ۱۱۲۰ می‌باشد.

## تشریح

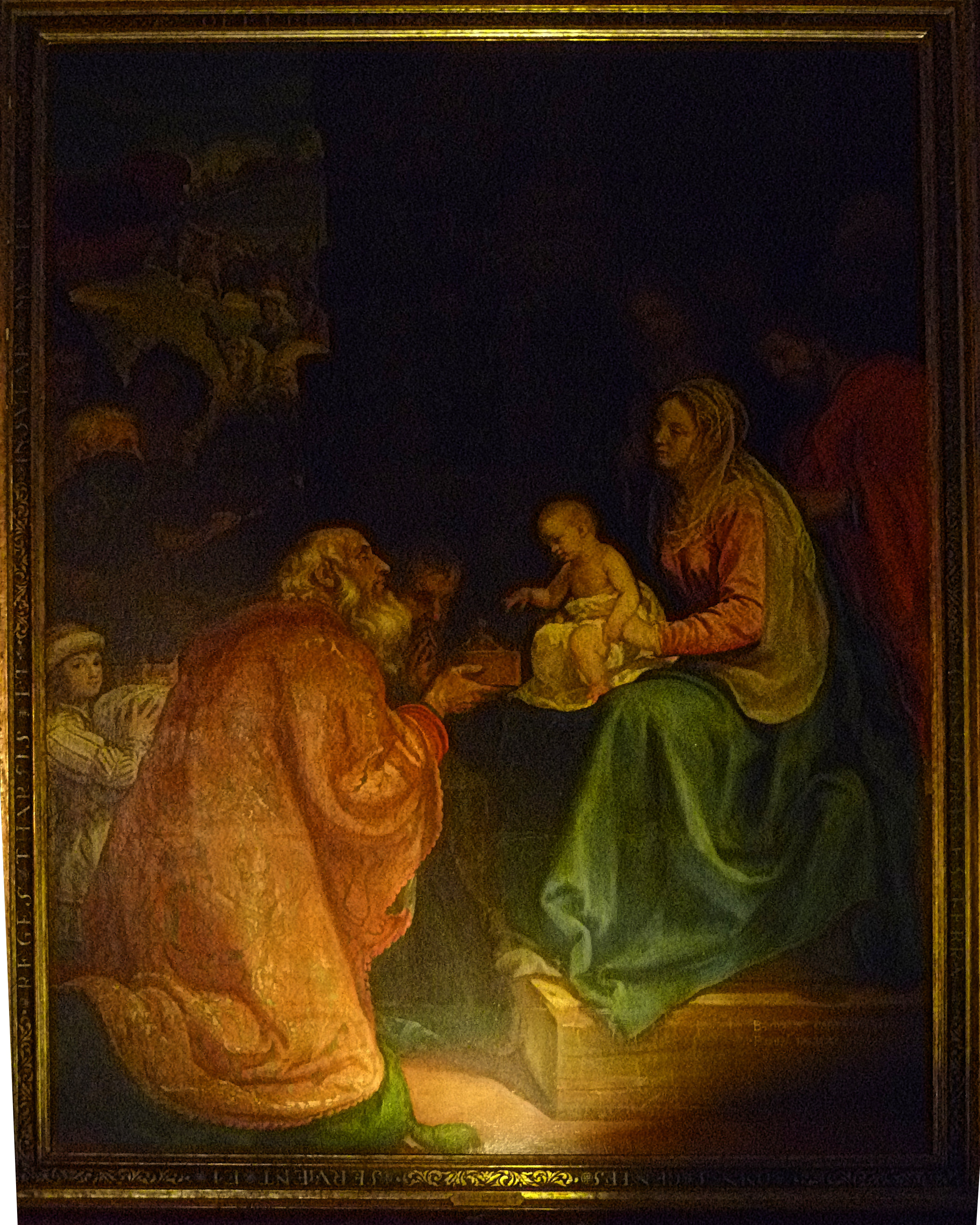
قلعه سگوبیا

این قلعه به دو بخش تقسیم شده‌است: حیاط بیرونی با یک حیاط، خندق‌ها، پل متحرک و اتاق‌های داخلی که شامل نمازخانه و چندین اتاق است که امروزه می‌توانند مورد بازدید قرار گیرند. شکل این قلعه بسیار بی‌قاعده و متناسب با وضعیت تپه‌ای که بر آن ساخته شده، می‌باشد. کار برجسته و بسیار زیبا برجک دفاعی قلعه است، با چهار برج، هال که با کلاهک مخروطی و پنجره‌های دوقلو پوشیده شده بود.

## نگارخانه

نگارخانه قلعه سگوبیا
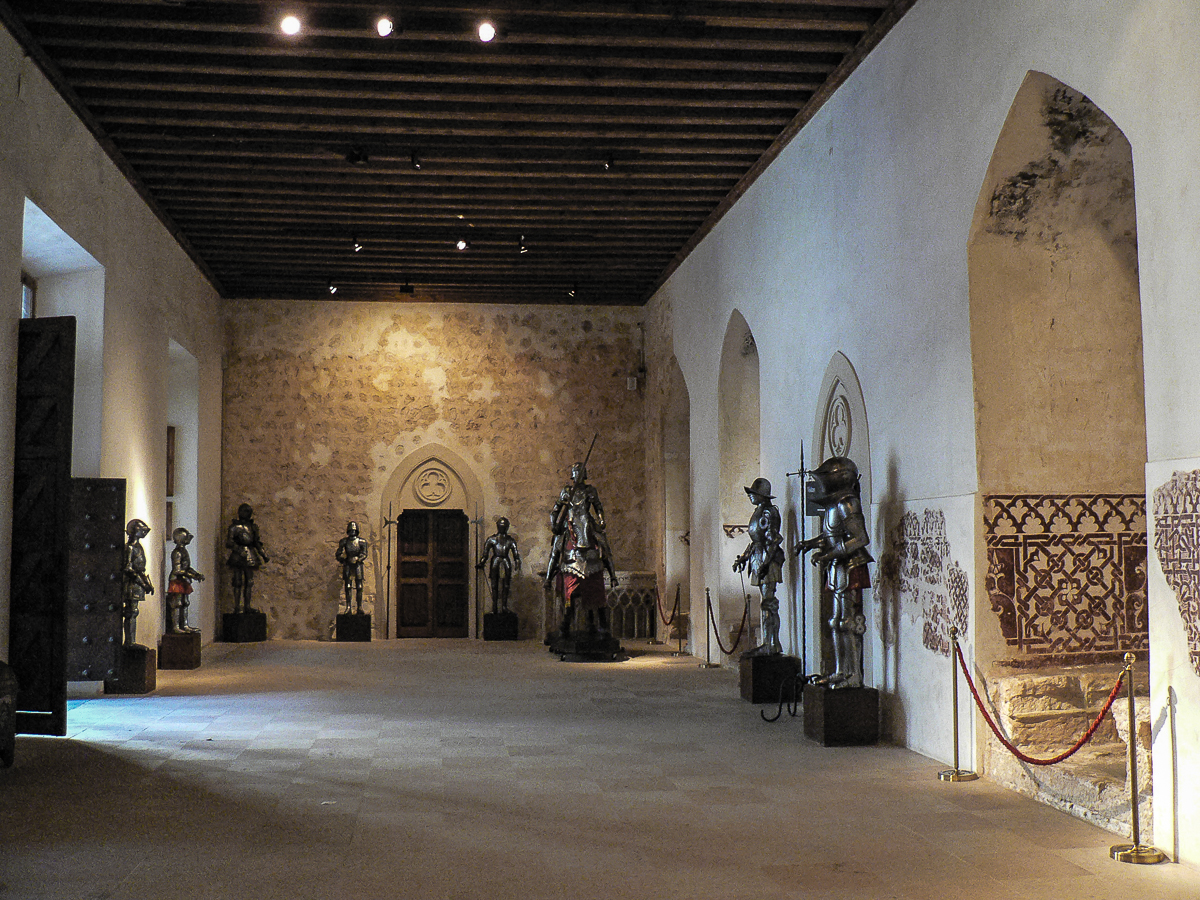
سالن کاخ قدیمی
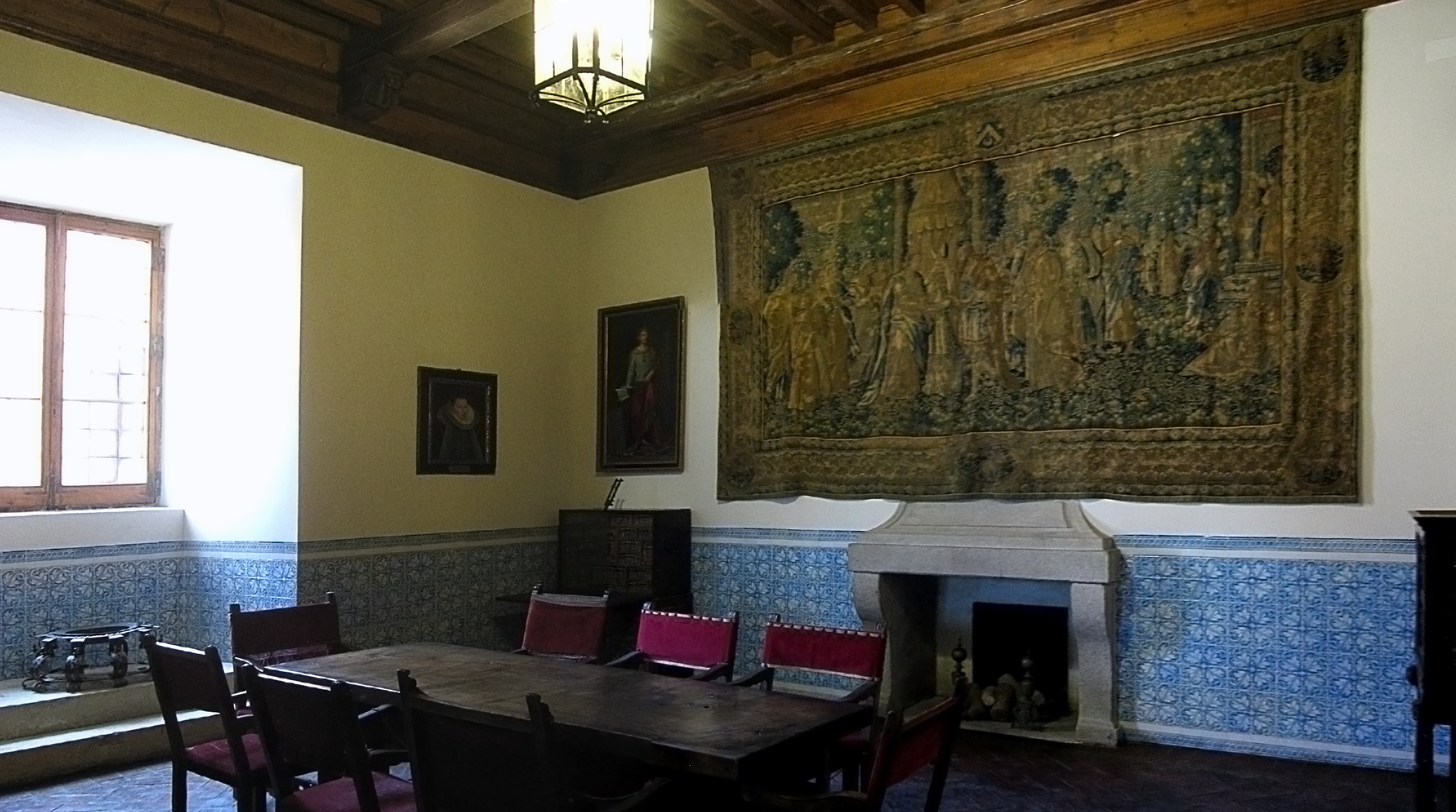
شومینه سالن
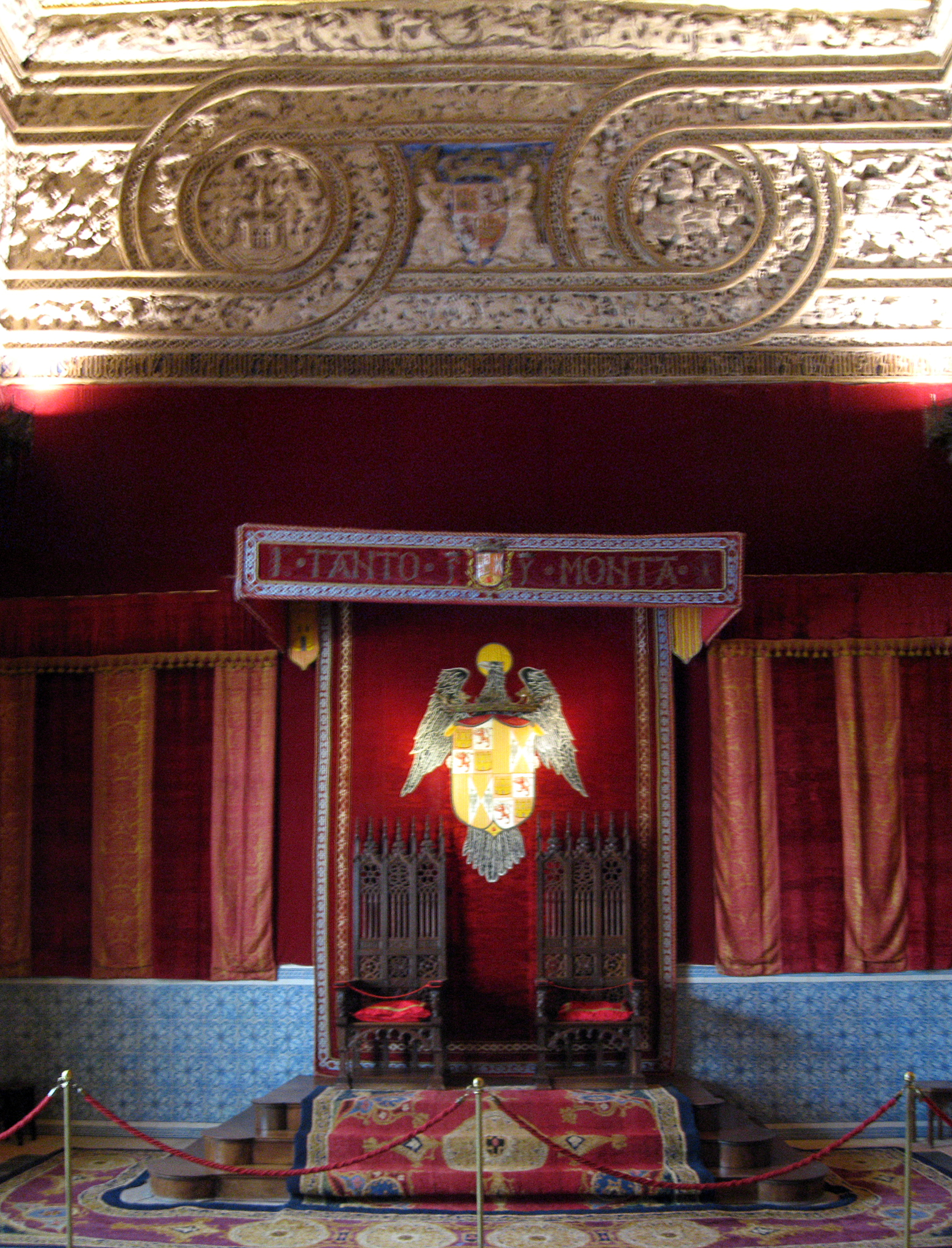
نمای تاج و تخت پادشاهان کاتولیک
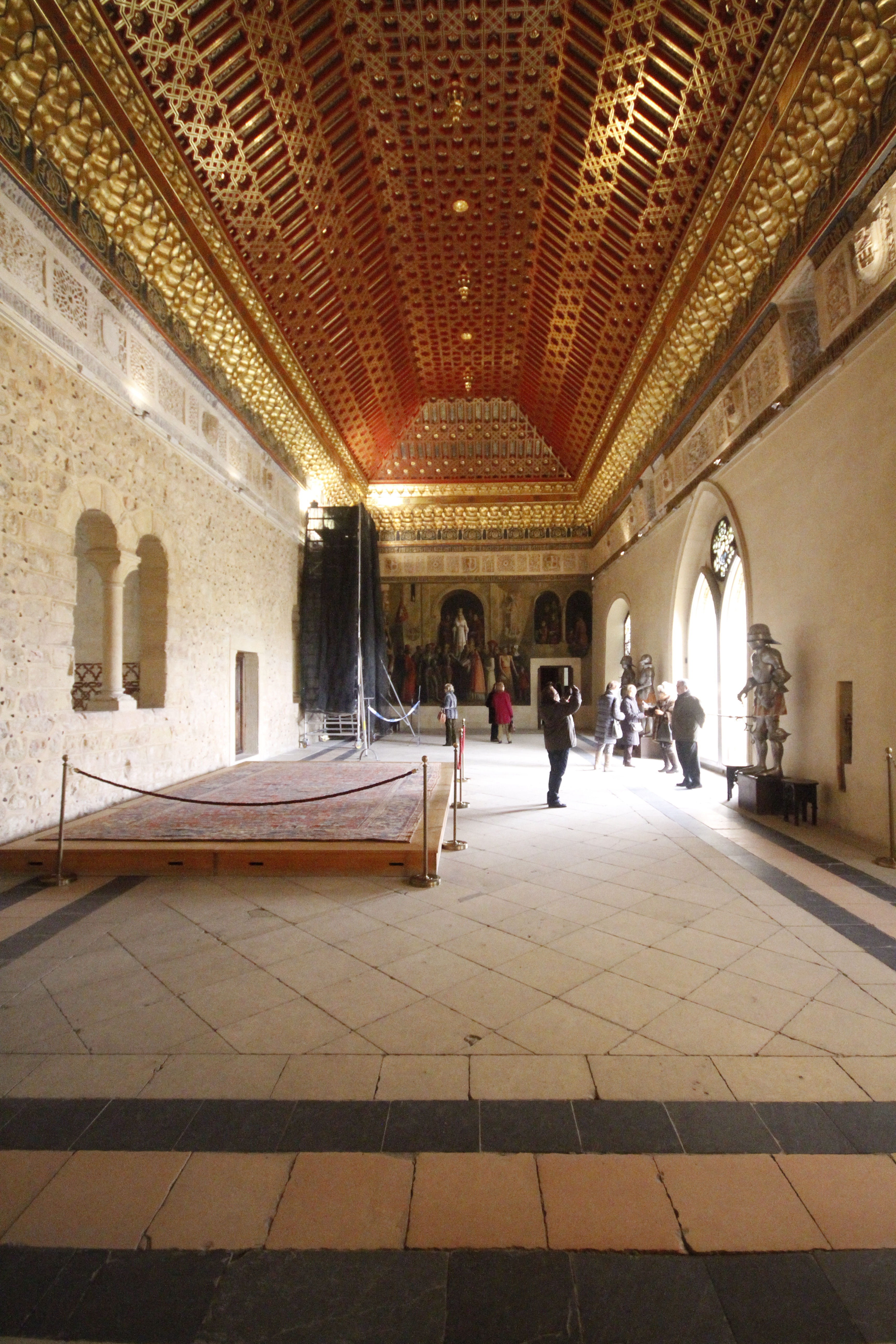
تالار با نقاشی دیواری تاجگذاری ایزابلا یکم روی دیوار
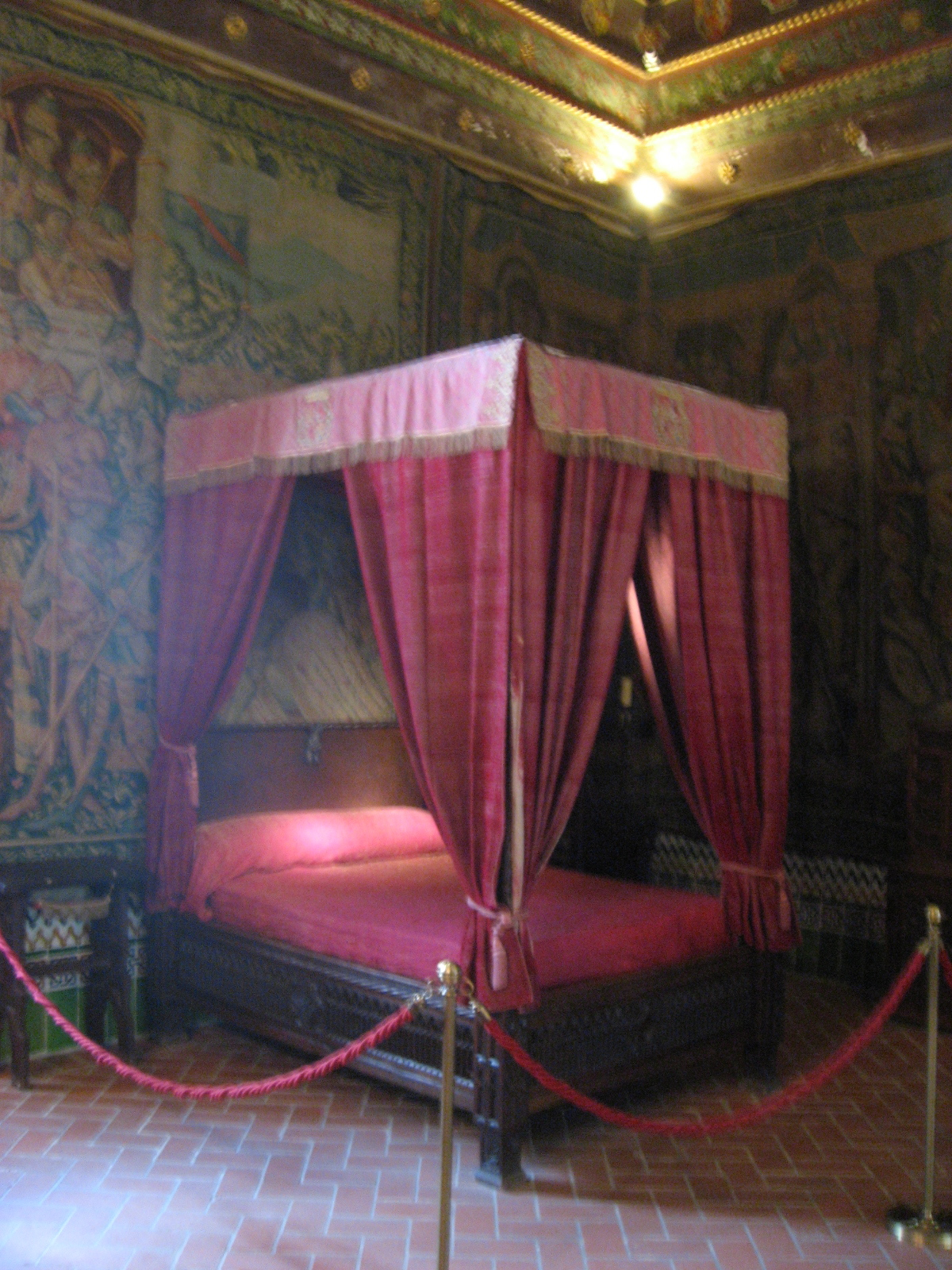
اتاق سلطنتی
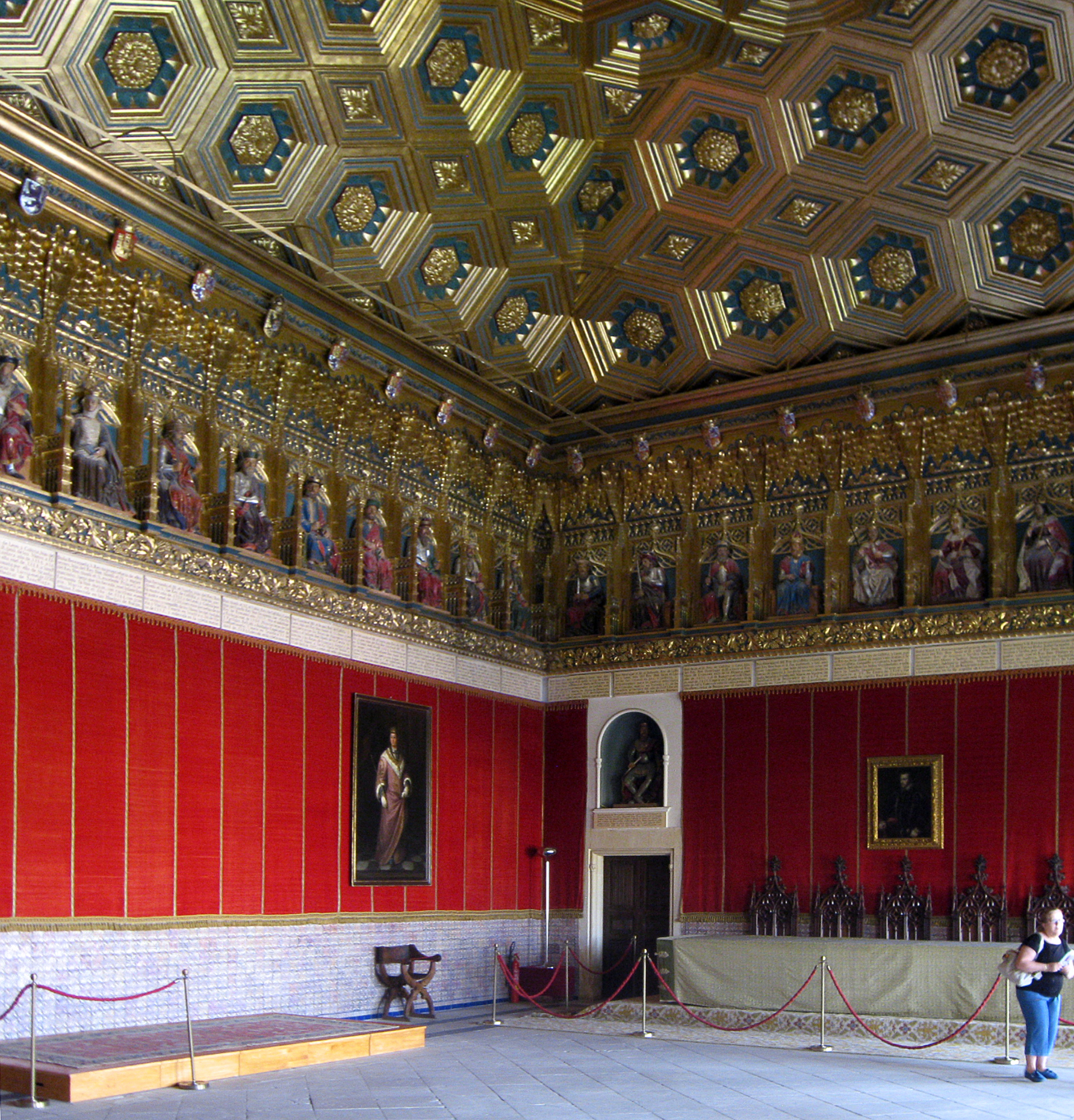
تالار پادشاهان
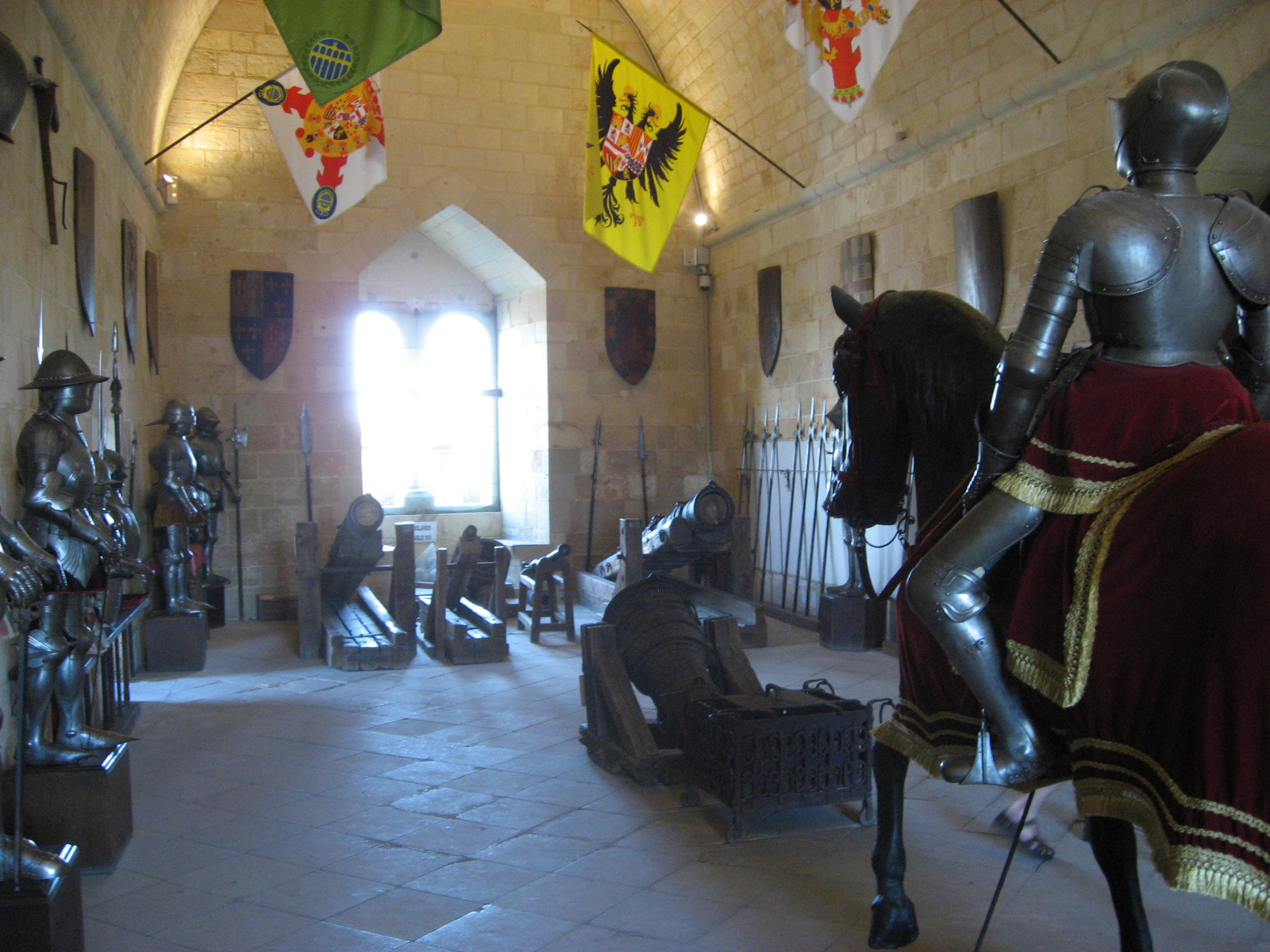
اتاق زرهپوش‌ها